# 新月 (掲示板)
新月（しんげつ、shinGETsuとも）とは、日本で開発されたP2P型の匿名掲示板。新月プロジェクトによってオープンソースで開発が進められている。　

## 背景
2ちゃんねるのような特定の管理人による電子掲示板の場合、何らかの理由で管理人が管理ができなくなることが考えられる。
そのため、管理人がいなくても動作する(管理人役が分散されている)P2P型の電子掲示板というアイデアが出され、有志によりいくつかのプロジェクトが進められてきた。
そのうちの一つが新月である。

## 特徴
P2P技術を使い、複数ユーザのPC内にデータが保存される。
中枢でデータを一括管理しているわけではないため、アクセスの集中やDDoS攻撃などが起こった場合でもノードが最低1つ生き残っていれば閲覧不可にならない。すなわち、いわゆる鯖落ち(サーバダウン)が起こらないと考えて良い。同じ理由によりアクセス規制、乗っ取り、いわゆるスレスト(書き込み禁止)なども起こらない。
また、簡単に言うと自分の閲覧分は自分で管理できる状態なため、JavaScriptやCSSなどを利用すると掲示板の機能・デザインを変更することが可能であるなどの自由度の高さもある。
不適切と思われる、あるいは自分にとって興味のない書き込みがなされた場合、削除するか否かを判断するのはノード毎の個々の管理者である。
書き込みの削除を求められた場合の対応も個々の管理者に委ねられる。
また、他のノードにキャッシュされるような「関心の高い情報」は次々と他のノードに伝播していくので、その「情報」をネット上から抹消するのは難しくなる。
これは逆手をとれば1人の管理者・投稿者の独断によって削除されるというようなことが起こりにくいので、良くも悪くも合理的であると言える。
ファイルをレスに添付でき、画像であればサムネイルが表示される。
2ちゃんねるでいう「板」のような機能はないが、代わりにスレッドを分類する為のタグ機能がある。タグはいつでも変更可能で、複数付けることも可能である。
スレッド毎の上限はない。PCのハードディスク容量が全体での実質的な上限となる。
その他の特徴としては、全文検索が可能であること、携帯用のページも備えられていることなどが挙げられる。
また、有志により、新月ネットワークのモニタリングサイトが設置されている。

## ソフトウェア
新月プロトコルの実装にはいくつかあるが、通常は朔を使用する。
以下にリストを示す。
- 朔(saku)

Pythonによる実装。クロスプラットフォームな共通版と、py2exeを使ったWindows版があり、BSDライセンスが適用されている。
Shingetsu Another Keen Utilityの略。
- Hoven

Windows用。専用ブラウザのようなソフトウェアで、朔の起動制御機能などを持つ。2010年現在、開発は停止している。
- NanaSHI

Delphiによる実装。開発が停止されているため、最新プロトコルには対応していない。
- Selene

Javaによる実装。開発は停止。

## 匿名性
一般ユーザ同士では十分なレベルの匿名性が保たれる。但しログが残るので、警察等が捜査することにより特定されることはあり得る。

## プロトコル
HTTPのGETメソッドを用いている。基本的には、
1. 書き込みが行われる(ノードに書き込みが追加される)と、書き込みの通知が隣接ノードの一つに送信される。
2. 通知を受け取ったノードは、通知したノードに要求を出して書き込みを取得する。
3. これを繰り返してネットワーク全体にブロードキャストし、同期する。
4. 定期的に書き込みの検索を行い、他ノードから未取得の書き込みを取得する。